# 春バス
春バス（はるバス）は、埼玉県春日部市が主体となって運行するコミュニティバスである。朝日自動車杉戸営業所に運行を委託している。

## 概要
2008年（平成20年）2月1日運行開始。合併前の旧庄和町が運行していた無料の町内循環バスを母体にして、市内全域を視野に入れたルート設定が行われた。
2012年（平成24年）4月2日、第二次運行として増戸循環を除く3路線を春日部駅と南桜井駅を中心とした路線に再編。翌2013年（平成25年）4月1日には増戸循環ルートを春日部駅西口 - 増戸・豊春駅ルートに再編。
2016年（平成28年）7月4日から、市立病院に代わる市立医療センターの開設にあわせて第三次運行を開始した。それに伴い、一般路線バスに近い賃率での区間距離制運賃に改められた（上限は300円。春日部駅西口 - 秀和総合病院、春日部駅東口・南桜井駅北口 - イオンモール春日部などでは春バスの運賃の方が同等ないし割高になっている）。
2017年（平成29年）7月10日からは、ワゴン車を用いたQ・R・S系統を運行開始。2018年（平成30年）4月からはバスロケーションシステムにも対応した。
2024年（令和6年）1月4日、6ルートから粕壁～幸松地区ルート・武里駅～豊春駅ルート・庄和地区ルートの3ルートに再編。隔日運行がなくなり、全ルートが月～土曜の運行になった。一方で運行エリアは縮小され、庄和地区南ルート、豊春駅・内牧・北春日部駅ルート、赤沼～武里駅ルートの全線と、庄和地区北ルートの庄和北部区間が廃止された。
当初から朝日自動車が受託している。開設時は、釣り銭を扱わない簡易運賃箱だけでの運賃収受であったが、2013年4月（増戸循環のみ2014年4月）から日野・ポンチョに置き換え、PASMO・Suicaの取扱いを開始した。また、2016年11月3日からクレヨンしんちゃんのラッピング車両での運行を開始した。

## 現行ルート（第四次）
2024年1月4日からのルート。全ルートが月曜日～土曜日運行。

### 粕壁・幸松地区ルート
- 北春日部駅入口 - 小渕団地 - 春日部駅東口 - 春日部市役所 - 市立医療センター - 春日部駅西口
- 北春日部駅入口 - 小渕団地 - 春日部駅東口
- 小渕団地 - 春日部駅東口

### 武里駅～豊春駅ルート
- 武里駅西口 - 秀和総合病院 - 春日部共栄入口 - 豊春台サンハイツ -  豊春駅東口
- 豊春駅東口 → 豊春台サンハイツ → 春日部共栄入口 → 秀和総合病院 → ウイング・ハット春日部
- ウイング・ハット春日部 → 秀和総合病院 → 武里駅西口

### 庄和地区ルート
- 道の駅庄和 - 庄和総合支所 - 龍Q館 - 南桜井駅北口 - イオンモール春日部 - 南桜井駅北口 - 龍Q館 - 庄和総合支所 - 道の駅庄和
  - 龍Q館は一部便のみ経由
- 道の駅庄和 - 庄和総合支所 - 南桜井駅北口 - 庄和総合支所 - 道の駅庄和（1便）
- 道の駅庄和 → 庄和総合支所 → 総合支所入口 → イオンモール春日部 → 南桜井駅北口（最終10便）

## 運転日・運賃
- 日曜日・年末年始（12月29日から1月3日)は運休。
- 運賃は区間制で初乗り180円、乗車区間に応じて30円ずつ加算され上限は330円。小学生は半額、未就学児は無料。
- 身体障害者手帳・療育手帳・精神障害者保健福祉手帳の交付を受けている人と、その介護者1人までは手帳提示により無料。
- コミュニティバスでよく見られる特別乗車証制度はない。
- 朝日自動車の一般路線と同じく、PASMO・Suicaの利用が可能。

## 車両
日野・ポンチョ3台を用いる。全車にクレヨンしんちゃんのラッピングが施されている。2024年のルート改正で、ワゴン車（トヨタ・ハイエース）を用いるルートはなくなった。

## 過去の運行ルート（第三次）

### 春日部駅西口 - 増戸・豊春駅ルート
- (A) 春日部駅西口 - 春日部市役所 - 市立医療センター - 立沼橋 - 薄谷東 - 秀和総合病院 - 県営春日部谷原新田団地 - 春日部共栄入口 - 豊春台サンハイツ - 増戸 - 上蛭田 - 豊春駅東口 - 下蛭田東 - （循環） - 春日部駅西口
  - (B) (A)の豊春駅東口起終点の区間便（出入庫系統）
- (C) 秀和総合病院 - 県営春日部谷原新田団地 - 豊春台サンハイツ - 増戸 - 上蛭田 - 豊春駅東口 - 下蛭田東 - 豊春台サンハイツ - 春日部共栄入口 - 県営春日部谷原新田団地 - 秀和総合病院 - ウィング・ハット春日部 - 薄谷東 - 立沼橋 - 市立医療センター - 春日部市役所 - 春日部駅西口
  - (D) 秀和総合病院 - ウィング・ハット春日部 - 春日部駅西口（Cの区間便）

### 粕壁・幸松地区ルート
- (E) 春日部駅東口 - 小渕団地
- (G) 地方庁舎前 - 春日部駅西口 - 春日部市役所 - 市立医療センター - 春日部駅東口 - 小渕団地 - イオンモール春日部
  - (F) 春日部駅東口 → イオンモール春日部（Gの区間便）
  - (H) イオンモール春日部 → 春日部駅西口（Gの区間便）
- (I) 春日部駅西口 → 春日部市役所 → 市立医療センター → ふれあいキューブ → 春日部駅東口 → 北春日部駅入口 → 小渕北 → 小渕団地 → 春日部駅東口 → ふれあいキューブ → 市立医療センター → 春日部市役所 → 春日部駅西口
  - (J) Iと同経路・小渕団地経由春日部駅東口止まりの区間便

### 庄和地区 北ルート（月・水・金 運行）
- (K) 南桜井駅北口 - 西金野井団地 - 庄和総合支所 - 道の駅庄和
- (L) 南桜井駅北口 - 西金野井団地 - 龍Q館 - 庄和総合支所 - 道の駅庄和
- (M) 南桜井駅北口 - 桜川小学校 - 庄和総合支所 - 道の駅庄和
- (N) 南桜井駅北口 - 金崎はなわ団地 - 庄和総合支所 - 道の駅庄和 - 龍Q館 - 上金崎 - 農協倉庫 - 大凧公園 - 農協倉庫 - 木崎北 - イオンモール春日部 - 南桜井駅北口（上金崎 - 農協倉庫、農協倉庫 - 木崎北の区間はフリー乗降区間）

### 庄和地区 南ルート（火・木・土 運行）
- (O) 南桜井駅南口 - クリーンセンター - 庄和社会福祉センター - 南桜井駅北口 - 龍Q館 - 庄和総合支所 - 道の駅庄和 - イオンモール春日部
- (P) 南桜井駅南口 - 水角 - 庄和社会福祉センター - 南桜井駅北口 - 龍Q館 - 庄和総合支所 - 道の駅庄和 - イオンモール春日部

### 豊春駅・内牧・北春日部駅ルート（火・木・土 運行）
- (Q) 北春日部駅西口 - 塚内古墳群 - 内牧公園 - 豊春中学校前 - 豊春駅西口

ワゴン車（トヨタ・ハイエース）による運行。

### 赤沼・武里駅ルート（月・水・金 運行）
- (R) 武里駅東口 - 春日部中央総合病院 - 赤沼新田 - 赤沼新町 - 赤沼香取神社 - 赤沼上手組集会所 - 赤沼新田 - 春日部中央総合病院 - 武里駅東口
  - 朝夕運行の出入庫便として赤沼新町始発便、赤沼上手組集会所終着便あり
- (S) (R)と同経路・薬師沼親水公園経由
  - 赤沼経由薬師沼親水公園発着便あり

ワゴン車（トヨタ・ハイエース）による運行。

## 過去の運行ルート（第二次）
（2012年4月2日から2016年7月2日まで）
※ 運賃は(A)(B)(C)(H)が区間制（100 - 300円）、その他は100円均一。太字表記は運賃区界の停留所

### 春日部市役所 - 増戸・豊春駅ルート
- (A) 市立病院 - 春日部市役所 - 春日部駅西口 - 市立病院 - 一ノ割公園 - 秀和総合病院 - 豊春台サンハイツ - 増戸 - 上蛭田 - （循環） - 豊春駅南（2014年4月より、起終点を市役所から市立病院まで延長）

### 粕壁・幸松地区 - 庄和地区ルート
- (B) 地方庁舎前 → 春日部駅西口 - 春日部市役所 - 春日部駅東口 - 小渕団地 - 道の駅庄和 - 庄和総合支所 - 金崎はなわ団地 - 南桜井駅北口 - 龍Q館 - 大凧公園
  - (C) 道の駅庄和→春日部駅東口、(D) 小渕団地→地方庁舎前、(E) 春日部駅西口 - 小渕団地、(I) 春日部駅東口 - 小渕団地  の区間便あり
- (F) 春日部駅西口 → 春日部市役所 → 春日部駅東口 → 北春日部駅入口 → 小渕北 → 春日部駅東口 → 春日部市役所 → 春日部駅西口 → 地方庁舎前
  - (G) 春日部駅西口 → 小渕北 → 春日部駅西口止の区間便あり（FGは、北春日部循環と案内されている）
- (H) 春日部駅東口 → 小渕団地 → 道の駅庄和 → 庄和総合支所 → 西金野井団地 → 南桜井駅北口
- (K) 南桜井駅北口 - 桜川小学校 - 庄和総合支所
- (L) 南桜井駅南口 - クリーンセンター - 庄和社会福祉センター - 南桜井駅北口 - 西金野井団地 - 庄和総合支所
  - (J) 南桜井駅北口→南桜井駅南口 の区間便あり

## 過去の運行ルート（第一次）
※運賃は100円均一。

### 春日部市役所 - 大凧会館往復コース
- 春日部市役所 - 春日部駅西口 - 市立病院 - 春日部駅東口 - 梅原病院 - 八丁目五丁田 - 榎 - 芦橋中央 - 大凧会館

火曜日・木曜日・土曜日運転

### 春日部市役所 - 庄和総合支所往復（中部）コース
- 春日部市役所 - 春日部駅西口 - 市立病院 - 春日部駅東口 - 梅原病院 - 八丁目五丁田 - 道の駅 - 総合支所入口 - 南桜井駅北口 - 西金野井団地 - 庄和総合支所

月曜日・水曜日・金曜日運転

### 春日部市役所 - 庄和総合支所往復（南部）コース
- 春日部市役所 - 春日部駅西口 - 市立病院 - 藤の牛島駅 - 庄和社会福祉センター - 東中野南 - 南桜井駅北口 - 庄和高校 - 庄和総合支所

月曜日・水曜日・金曜日運転

### 春日部市役所 - 増戸（循環）コース
- 春日部市役所 - 春日部駅西口 - 市立病院 - 一ノ割公園 - 秀和綜合病院 - 豊春台サンハイツ - 増戸（循環）

火曜日・木曜日・土曜日運転。
第二次運行開始後も2013年3月まで運行され廃止、再編により豊春駅近くまで路線延長された。